# George Jambroes
George Louis Jambroes (Amsterdam, 22 april 1905 - Mauthausen, 7 september 1944) was tijdens de Tweede Wereldoorlog betrokken bij het Englandspiel.

## Voor de oorlog
Jambroes groeide op in Amsterdam, zijn moeder woonde in de Vossiusstraat. Daarna werd hij leraar wiskunde aan het Zaanlands Lyceum in Zaandam. Daar is een gedenksteen geplaatst met zijn naam, die van twee andere leraren en die van 23 (oud-)leerlingen, die de oorlog niet overleefden. Tot 1934 was hij lid van de SDAP. Daarna werd hij fel tegenstander van het nationaalsocialisme.

## In de oorlog
Jambroes sloot zich bij een van de eerste illegale groepen aan. In 'Het Koninkrijk der Nederlanden in de Tweede Wereldoorlog' schreef Lou de Jong dat Jambroes eind 1940 weigerde de Ariërverklaring in te vullen. Jambroes zou het document hebben verscheurd tijdens een bijeenkomst in de lerarenkamer, onder de uitroep: "Wie doet mij na?". Niemand deed iets. Het verhaal is echter een mythe. In het Gemeentearchief Zaanstad bevindt zich de door Jambroes ondertekende Ariërverklaring.
Jambroes kwam bij de Ordedienst. Toen begin 1941 duidelijk werd dat zijn naam bij de Duitsers bekend was, dook hij onder. In maart 1941 zat hij tien dagen bij een oud-sergeant KNIL, ook OD-er, in Tienhoven, daarna tien dagen bij pianostemmer Van den Berg in Overveen en bij een kunstschilder in Bussum. Vandaar vertrok hij op 5 juli 1941. Met koerier Gerrit Oud ging hij toen naar Amsterdam. Op het perron aldaar sloot zich inspecteur Annekin van de politie van Nijmegen bij hen aan, die ook naar Engeland wilde gaan. Ze moesten terug naar Bussum, waar nog een Indische man zich bij hun groepje voegde. In Hilversum werd het duidelijk dat het oorspronkelijke ontsnappingsplan, om naar Engeland te vliegen, niet door kon gaan. De groep splitste zich op en Jambroes dook tot 14 oktober onder bij de familie Van 't Hoff in Hilversum.  Toen besloot hij zelf naar Engeland te gaan. Na veel omzwervingen kwam hij daar op 18 maart 1942 aan.
Hij werd tot SOE-agent opgeleid. Zijn opdracht was o.a. om in Nederland weer contact op te nemen met de Ordedienst en hun het 'Plan for Holland' uit te leggen. Ook moest hij mensen zoeken om het plan uit te voeren.
In de nacht van 26 op 27 juni 1942 werd hij vanuit een bommenwerper gedropt bij Kallenkote bij Steenwijk. Hij werd meteen opgepakt, omdat hij verraden werd. In zijn kleding werd een briefje gevonden met drie namen. Deze personen werden daarna door Anton van der Waals in de gaten gehouden.
Jambroes werd op 7 september 1944 gefusilleerd in concentratiekamp Mauthausen, samen met 23 andere agenten.